# Salford Quays Millennium Lift Bridge

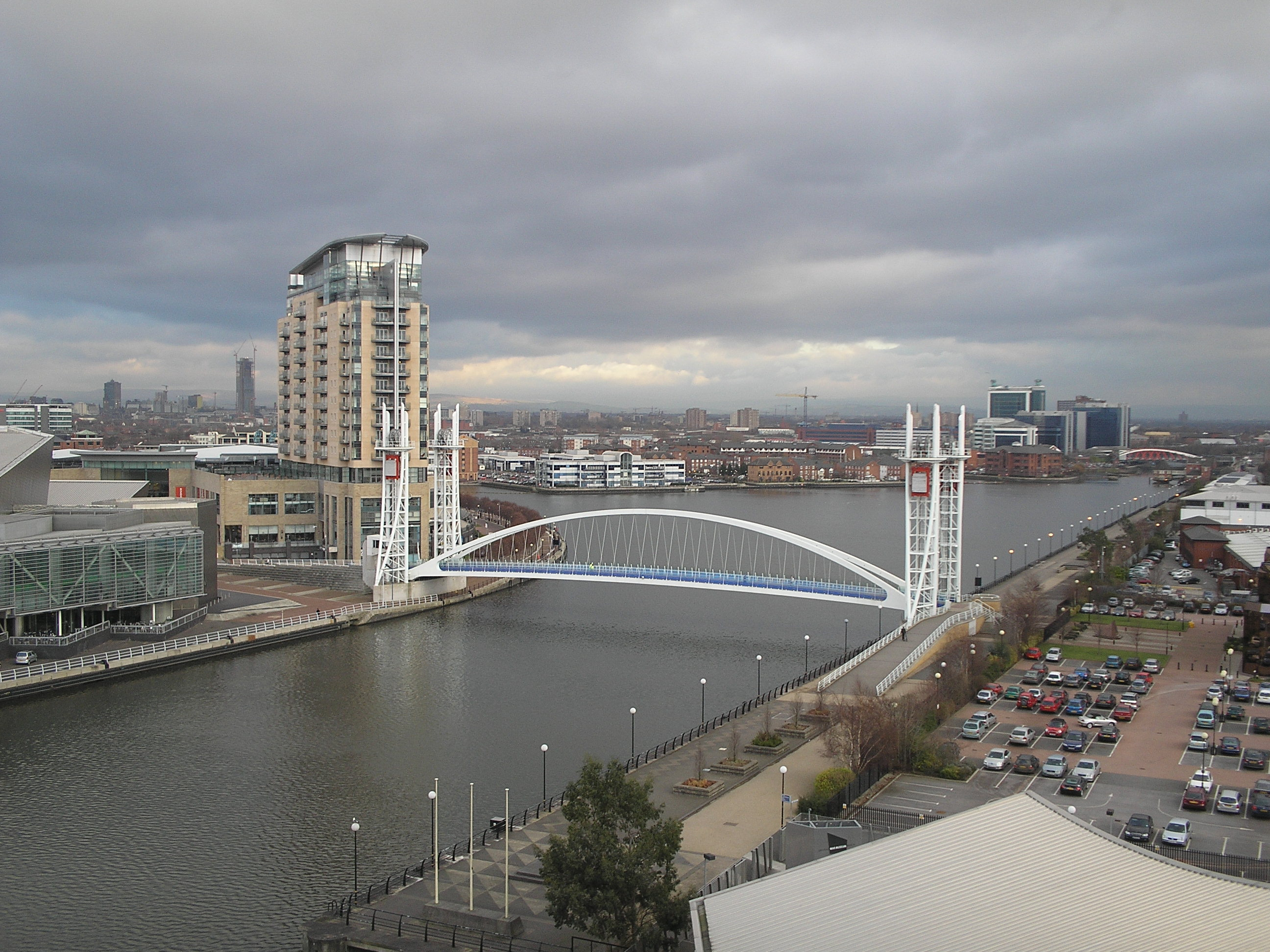
Salford Quays Millennium Bridge

Die Salford Quays Millennium Hub- und Fußgängerbrücke (englisch Salford Quays Millennium Lift Bridge) ist eine 91,2 Meter lange Hubbrücke im Stadtgebiet von Salford, Greater Manchester, in England.

## Beschreibung
Die 91,2 Meter lange Straßen- und Fußgängerbrücke mit einer Hubhöhe von 18 Metern über den Manchester Ship Canal wurde im Jahre 2000 fertiggestellt. Der Entwurf stammt vom spanischen Ingenieurbüro Carlos Fernández Casado. Gebaut wurde die Hubbrücke vom thailändisch-dänischen Unternehmen Christiani & Nielsen.
Die elektrische Hebevorrichtung der orthotropen Fahrbahnplatte wird aus dem Stromversorgungsnetz der Stadt betrieben, hat jedoch ein eigenes dieselbetriebenes Backup-System im Falle eines Stromausfalls. Die Hubdauer beträgt rund drei Minuten. Der Gewichtsausgleich erfolgt über vier seilgeführte Betongegengewichte. Gesteuert wird der Hubvorgang durch den Kontrollturm des Schifffahrtskanals Salford Quays. Von dort werden auch die Fußgänger- und Fahrzeugschranken und der Hebemechanismus betätigt.

## Trivia
Die Hubbrücke ist Bestandteil der Kulisse für die BBC-North-West Nachrichtensendung „Tonight television news programme“. Nachts wird die Brücke farbig beleuchtet.